# Борткявичене, Фелиция
Фели́ция Борткя́вичене (лит. Felicija Bortkevičienė) урожденная Повицкайте (Povickaitė; 1 сентября 1873 года — 21 октября 1945 года) — литовский политик и издатель газет «Lietuvos ūkininkas» и  «Lietuvos žinios». После переезда в Вильнюс в 1900 году стала известна как организатор, менеджер, секретарь и казначей ряда политических партий, в том числе Литовской демократической партии, Крестьянского союза и Литовского союза крестьян-народников (Литовского народного крестьянского союза). Была делегатом Великого Вильнюсского Сейма (1905) и избиралась в Учредительный Сейм Литвы (1920), избиралась на должность министра (1918) и Президента Литвы (1926). Организовала несколько благотворительных организаций, в том числе организации по поддержке одарённых студентов, политических узников царского режима и депортированныхлитовцев. Она также была членом женского движения в Литве, активным членом Литовской женской ассоциации и председателем литовского Союза женщин. За свою деятельность Борткявичене была не раз арестована и заключалась в тюрьму, в том числе в царской России, в независимой Литве и в Советской Литве.

## Биография
Борткявичене родилась в поместье Линкаучяй возле города Крякенава в семье Юозаса Повицкаса (Juozas Povickas) и Антонины Оны Люткявичюте (Antanina Ona Liutkevičiūtė) — мелко-поместных литовских дворян. Их семейное поместье было конфисковано за участие их родственников в Польском восстании 1863 года, и семья переехала в Антакальнис (Antakalnis) — деревню к юго-востоку от города Укмерге. Несколько её родных со стороны матери погибли во время восстания или были сосланы в Сибирь. Фелиция немного говорила по-литовски, который она узнала от своей матери. Её отец говорил по-польски, но считал себя литовцем. По её собственному признанию, она ничего не знала о литовском национальном возрождении до 1889 года.
Борткявичене обучалась на дому до посещения женской гимназии в Каунасе в 1885—1889 годах. Её исключили из школы за науськивание пяти других девушек ослушаться требованиям молиться в православной церкви, но потом удалось получить разрешение продолжить образование в Вильнюсской женской гимназии и окончить её в 1890 году. После учёбы она работала в банке в Укмерге (Ukmergė) со своим отцом до самой его смерти в 1898 году. Опыт этой работы пригодился ей в дальнейшем, когда она организовала финансирование различных организаций. В 1899 году она вышла замуж за инженера и друга детства Йонаса Борткевичюса (Bortkevičius) (1871—1909). Муж не был знатного происхождения, поэтому родные Фелиции не одобряли этот брак. После свадьбы молодожёны переехали в Вильнюс, где стали участвовать в общественной жизни города. Фелиция изучала литовский язык и стала мечтать о его развитии.

### Перед Первой мировой войной
В Вильнюсе Борткявичене присоединилась к обществу, позже известному как «Двенадцать виленских апостолов». Она получила доступ к нелегальным литовским газетам Варпас, Ūkininkas, Naujienos. С 1902 года она стала заниматься контрабандой книг и публикациями в нелегальных газетах. Некоторые из нелегальных изданий она прятала в церкви Святого Николая. Потом она стала членом ЦК Литовской Демократической партии (ЛДП), созданной в октябре 1902 года, и членом правления Литовской женской Ассоциации, основанной в сентябре 1905 года. Её дом стал местом встреч для членов партии. Сходки партии ЛДП проходили в её доме.
Борткявичене поддерживала революцию 1905 года, предоставляя её участникам деньги, материалы и даже оружие. Она также была членом организационного комитета и делегатом Великого Вильнюсского Сейма. По воспоминаниям современников, она говорила мало, но была вовлечена в почти все области деятельности Сейма.
В сентябре 1907 года Борткявичене участвовала в первом женском Конгрессе, где пыталась предотвратить раскол внутри женского движения в его католической и либеральной ветвях. Она также участвовала в благотворительной деятельности, в том числе в обществе Žiburėlis, которое поддерживало одарённых студентов. В 1906 году её муж был заключён в Лукишкскую тюрьму и просидел там в течение трёх месяцев; это сказалось на его здоровье, и после долгого лечения он умер в январе 1909 года.

### Во время войны
Во время Первой мировой войны, Борткявичене была эвакуирована в Россию и продолжила свою активную общественную деятельность. Она была занята организацией помощи литовцам, депортированным из Малой Литвы. Она оказала поддержку около 4000 литовцев, организовала работу шести начальных школ и четырёх приютов для престарелых. В апреле 1917 года литовцы решили провести Литовскую конференцию в Санкт-Петербурге. Борткявичене была членом её оргкомитета и членом комиссии по образованию. В ходе конференции она выступила против полной независимости Литвы и выступала за автономию в рамках Российской Империи. В октябре 1917 года она была делегатом Литовской конференции в Стокгольме. После конференции она жила в Копенгагене и работала в движении Красного Креста и Красного Полумесяца.
Весной 1918 года она вернулась в Вильнюс и возобновила политическую деятельность. В начале 1919 года была заключена в тюрьму. Потом провела шесть месяцев в тюрьмах в Вильнюсе, Даугавпилсе и Смоленске.

### После Первой мировой войны
В июле 1919 года Борткявичене вернулась в Каунас. В апреле 1920 года, как кандидат от Крестьянского союза, она была избрана в Учредительный Сейм Литвы, но отказалась от мандата. В январе 1921 года она всё же стала депутатом Учредительного Сейма, заменив погибшего Юозаса Люкошявичюса (Lukoševičius). Она участвовала в разработке устава Университета Литвы и закона о фонде пациентов, предусматривавшем 6-недельный декретный отпуск и запрет увольнений беременных. Она выступала против института президента и возвращения конфискованных церковных и монастырских земель. В 1926 году на парламентских выборах она в качестве кандидата от Литовского союза крестьян-народников не прошла в Сейм Литовской Республики III созыва. Хотя она и не была избрана в третий Сейм Литвы, но выдвигалась в нём на должность президента Литвы, получив один оголос.
Вместе с Литовской народно-социалистической демократической партией (в которой фактически выполняла функцию казначея) она основала издательство AB Varpas («Колокол»), которое возглавляла до 1930. В феврале 1922 года она возобновила издание газет Lietuvos žinios и Lietuvos ūkininkas. За их оппозиционность Борткявичене неоднократно подвергалась преследованиям: в одном только 1923 году против неё было заведено 17 дел, а за публикацию карикатуры на премьер-министра Витаутаса Пятрулиса и министра обороны Ляонаса Бистраса в 1925 году её приговорили к 1,5 месяцев заключения и штраф в 2000 литов.
Выступавшая на протяжении всей жизни за демократические свободы Борткявичене продолжила борьбу и после военного переворота 1926 года и установления правой диктатуры Антанаса Сметоны. Правительственные цензоры четырежды закрывали издание Борткявичене Lietuvos žinios (дольше всего — на 6 месяцев — за высмеивание сына Бенито Муссолини), а 11 марта 1927 года против её типографии был совершён теракт: взрыв уничтожил два этажа и типографские станки (Гринюс Казис в своих мемуарах называл организаторами фашистов из Ассоциации железных волков). Однако издание не прекратилось и в тот же день вышло в другой типографии, свою же Борткявичене восстановила к октябрю 1928 года.
В 1922 году она помогла восстановить литовский Союз женщин, который возглавляла до 1928 года. Была также членом других женских организаций, в том числе литовских женщин, Комитета поддержки и Ассоциации литовских женщин с высшим образованием, в 1928 году участвовала в создании литовского Совета женщин.
Когда Литва вошла в состав Советского Союза, её пресса была национализирована. Фелиция была лишена собственности. В 1945 году она была арестована и допрошена в НКВД. Потеря собственности и арест негативно сказались на её здоровье. Она умерла в октябре 1945 года в Каунасе. Её похороны проходили под патронажем НКВД; её тело было перевезено в Трошкунай и похоронено рядом с могилой её сестры.